# 林玉緒
林玉緒（日语：／ Hayashi Tamao，1962年8月23日—），日本女性配音員。出身於神奈川縣。身高148cm。A型血。

## 簡歷、人物
本名相同。以前經歷劇團新人會、九Production，現所屬Production★A組。
出道以來持續為單一作品中各集登場的背景路人如小孩、主婦、老奶奶及主角母親等獻聲，1992年起擔任長壽動畫《蠟筆小新》要角櫻田妮妮的聲音至今。
興趣、特長：劍道。

## 演出
粗體字表示主要角色。

### 電視動畫
1987年
- 超能力魔美（女學生C、竹筴牡蠣男的妻子、狐狸小孩、記者、女孩子C、路過的主婦B）
- 城市獵人（女性客C、美女C、陪酒小姐、女性群 等）

1988年
- 美味大挑戰（的母親、仲居B、受理人員、友人B、女子D、社員G、久美子 等）
- 城市獵人2（女孩子、女警B、邪惡軍團 等）
- 麵包超人（西瓜君、櫻桃哥哥〈初代〉）
- 比利犬（日语：ビリ犬）

1989年
- 烏龍少爺（日语：おぼっちゃまくん）（榮一助、御嬢沙麻代的母親、皮耶魯、貧保麻美 等）
- 城市獵人3
- 大耳鼠（小金山詩奈美的媽媽〈初代〉 等）
- 比利犬商會（大姊姊、貓咪B）
- YAWARA！（金英淑、丹尼芙、宇崎惠、餅田、女學生A）

1990年
- 藤子不二雄A的夢魔子（日语：藤子不二雄Aの夢魔子）（社員、香的朋友）

1991年
- 烏龍少爺（車掌小姐、電腦媽媽）
- 城市獵人'91
- 妙妙殭屍（日语：どろろんぱっ!）（安吉）
- 21衛門（星人、電腦的聲音）
- 櫻桃小丸子 (第1期)（一年級學生、雙胞胎姊妹）

1992年
- 烏龍少爺（主婦）
- 蠟筆小新（1992年—，櫻田妮妮）
- 超時空保姆（夢谷紗利衣、山口大平、健太的母親、山本老師、女學生 等）

1993年
- 奇蹟女孩（大和田、麻美、記者、女性）

1994年
- 飛天少女豬（綠）

1995年
- 蠟筆小新（村莊女子）
- 忍者亂太郎（海女D）

1996年
- 灰姑娘物語（米莎、貴婦人）

1997年
- 蠟筆小新（根苦羅田順子）
- CLAMP學園偵探團（女學生D 等）
- 忍企鵝真丸（日语：忍ペンまん丸）（爪次郎的母親）

1999年
- 動畫靜岡縣史（淀殿下、築山殿下、旭姬）
- 週刊故事樂園（日语：週刊ストーリーランド）

2001年
- 功夫小食神（味亞味亞）

2007年
- 名偵探柯南（房東、老奶奶）

### 電影動畫
1989年
- 哆啦A夢：大雄的日本誕生（少女）

1990年
- 劇場版 城市獵人：海灣城市之戰爭（女性A）

1993年
- 蠟筆小新系列（1993年—，櫻田妮妮）[注 1]
  - 第10部：風起雲湧！壯烈！戰國大會戰（妮妮）

1995年
- 我想當第5名（忍、索克斯）

1996年
- 瑪亞的一生
- （袋鼠老師）

1997年
- （井上沙也加）

1999年

### OVA
1988年
- 機甲獵兵（日语：機甲猟兵メロウリンク）（女）

1990年
- 天外魔境 Ziria 自來也朧變化（腰元C）

1991年
- 機動戰士鋼彈0083：Stardust Memory（女整備士、整備員、美女A、同僚A）
- 內衣教父
- 創龍傳

1992年
- 世界之光 親鸞聖人（日语：世界の光 親鸞聖人）
- 中華姑娘的憂鬱（日语：Spirit of Wonder#チャイナさんシリーズ）（提提）
- 我的天空 刑事篇（日语：俺の空#オリジナルアニメ）（三輪惠子）

1993年
- 地球守護靈（凱）
- 凱蒂貓的小公女（アーメンガード）

1995年
- Kiki與Lala的媽媽很棒（星之子）

1997年
- 海底嬌娃藍華（白P、P）

2000年
- 先生大百科

2008年
- 名偵探柯南 MAGIC FILE2：工藤新一 謎之牆壁與黑色拉布拉多犬事件（老奶奶）

### 網路動畫
2016年
- 蠟筆小新外傳 玩具大戰（日语：クレヨンしんちゃん外伝 おもちゃウォーズ）（2016年，櫻田妮妮）

### 遊戲
2001年
- 兒童劇場 蠟筆小新動手做（日语：キッズステーション クレヨンしんちゃん オラとおもいでつくるゾ!）（櫻田妮妮〈妮妮〉）

2006年
- 蠟筆小新：最強家族春日部之王Wii（日语：クレヨンしんちゃん 最強家族カスカベキング うぃ〜）（櫻田妮妮〈妮妮〉）
- 蠟筆小新：驚奇園地的傳說大絕戰！（日语：クレヨンしんちゃん 伝説を呼ぶ オマケの都ショックガーン!）（櫻田妮妮〈妮妮〉）

2007年
- 蠟筆小新DS：呼風喚雨的蠟筆大作戰！（日语：クレヨンしんちゃんDS 嵐を呼ぶ ぬってクレヨ〜ン大作戦!）（櫻田妮妮〈妮妮〉）

2008年
- 蠟筆小新：呼風喚雨的電影樂園大挑戰！（日语：クレヨンしんちゃん 嵐を呼ぶ シネマランド カチンコガチンコ大活劇!）（櫻田妮妮〈妮妮〉）

2009年
- 蠟筆小新：黏土造型大變身！（日语：クレヨンしんちゃん 嵐を呼ぶ ねんどろろ〜ん大変身!）（櫻田妮妮〈妮妮〉）

2010年
- 蠟筆小新：呆呆忍者傳前進吧！春日部忍者隊！（日语：クレヨンしんちゃん おバカ大忍伝 すすめ!カスカベ忍者隊!）（櫻田妮妮〈妮妮〉）

2014年
- 蠟筆小新：呼風喚雨春日部電影明星！（日语：クレヨンしんちゃん 嵐を呼ぶ カスカベ映画スターズ!）（櫻田妮妮〈妮妮〉[4]）

2017年
- 蠟筆小新 沸騰！關東煮大混亂!!（櫻田妮妮〈妮妮〉）

### 外語配音

#### 電影
- 無懈可擊（英语：Arlington Road）（漢娜·朗格〈奧登·索爾頓（英语：Auden Thornton）〉）※DVD版。
- 比比小魔女（德语：Bibi Blocksberg (Film)）（班尼〈弗朗索瓦·戈斯克（英语：François Goeske）〉）
- 眼鏡蛇 ※朝日電視台版。
- 天堂的顏色（英语：The Color of Paradise）（巴哈爾）
- 怪醫杜立德2（英语：Dr. Dolittle 2）（吉娃娃）
- 熱淚傷痕（英语：Dolores Claiborne (film)）（少女時期的Selena〈Ellen Muth〉）※DVD版。
- 成吉思汗
- 小人物大英雄 ※日本電視台版。
- 夢遊非洲（英语：I Dreamed of Africa）（Luciana）
- 密西西比謀殺案（英语：Ghosts of Mississippi）
- 快樂結局
- 冰風暴（Marge〈Jessica Stone〉）
- Little Witch
- 吉星拱照 (1990年電影)
- 路易十四的情婦（Geneviève）
- 致命化身（英语：Mary Reilly (film)）（少女）
- 殭屍先生5
- 總統特務2 (2002年電影)
- 紅與黑
- Rough Draft (1998年電影)
- 真愛一生（英语：The Scarlet Letter (1995 film)）（Mituba〈Lisa Joliffe-Andoh〉）
- 第六感（琪拉·柯林斯〈美莎·芭頓〉）※影碟版。
- 脫衣舞娘（Angela Grant〈Rumer Willis〉）※影碟版。
- 甜蜜的復仇 (1998年電影)（Anita Gallagher〈Tanja Reichert〉）
- 忍者龜
- 玩命快遞
- 神秘失蹤（英语：The Vanishing (1993 film)）（Denise Cousins〈Maggie Linderman〉）
- 我的野蠻女友2：蠻風再現（英语：Windstruck）

#### 電視影集
- 飛越比佛利（Bobby）
- 飛向月球
- 情理法的春天（英语：Homicide: Life on the Street）（Dyer）
- 外星界限（英语：The Outer Limits (1995 TV series)）

#### 動畫
- 酷狗寶貝之魔兔詛咒

### 廣播劇
- 話說之旅（日语：おはなしの旅）
- 言語教室（日语：ことばの教室）

### 朗讀
- 老奶奶的煙火 杉美紀子（日语：杉みき子）作

### 電視劇
- 冷暖人間 (第2季)（第2話，電話語音）

### 有聲書文庫
- 裝甲騎兵（電腦的聲音）

## 腳註

## 外部連結
- 林玉緒│Production ★A組 （日語）